# Eucalyptus yarraensis
Eucalyptus yarraensis (лат.) — дерево, вид рода Эвкалипт (Eucalyptus) семейства Миртовые (Myrtaceae), эндемик штата Виктория (Австралия).

## Ботаническое описание
Eucalyptus yarraensis — дерево высотой до 15-20 м, образующее лигнотубер. Кора грубая, волокнистая, коричневая или сероватая на стволе и более крупных ветвях и гладкая от белого до кремового цвета на верхних более мелких ветвях. Молодые растения и побеги имеют глянцевые зелёные, эллиптические или яйцевидные листья, длина которых составляет 25-63 мм, а ширина 20-43 мм. Зрелые листья расположены попеременно, одинакового оттенка глянцево-зелёного цвета с обеих сторон, от копьевидной до эллиптической или яйцевидной формы 60-135 мм в длину и 17-40 мм в ширину. Лист сужается к черешку длиной 10-28 мм. Цветочные почки расположены в пазухах листьев группами по семь на неразветвлённом цветоносе длиной 4-15 мм, отдельные бутоны находятся на цветоножках 2-3 мм длиной. Зрелые бутоны имеют форму от овальных до ромбовидных; 3-6 мм в длину и 3-4 мм в ширину с коническим или клювообразным колпачком. Цветёт с сентября по декабрь, цветки белые. Плод — древесная конусовидная коробочка длиной 3-5 мм и шириной 4-5 мм со створками на уровне обода.

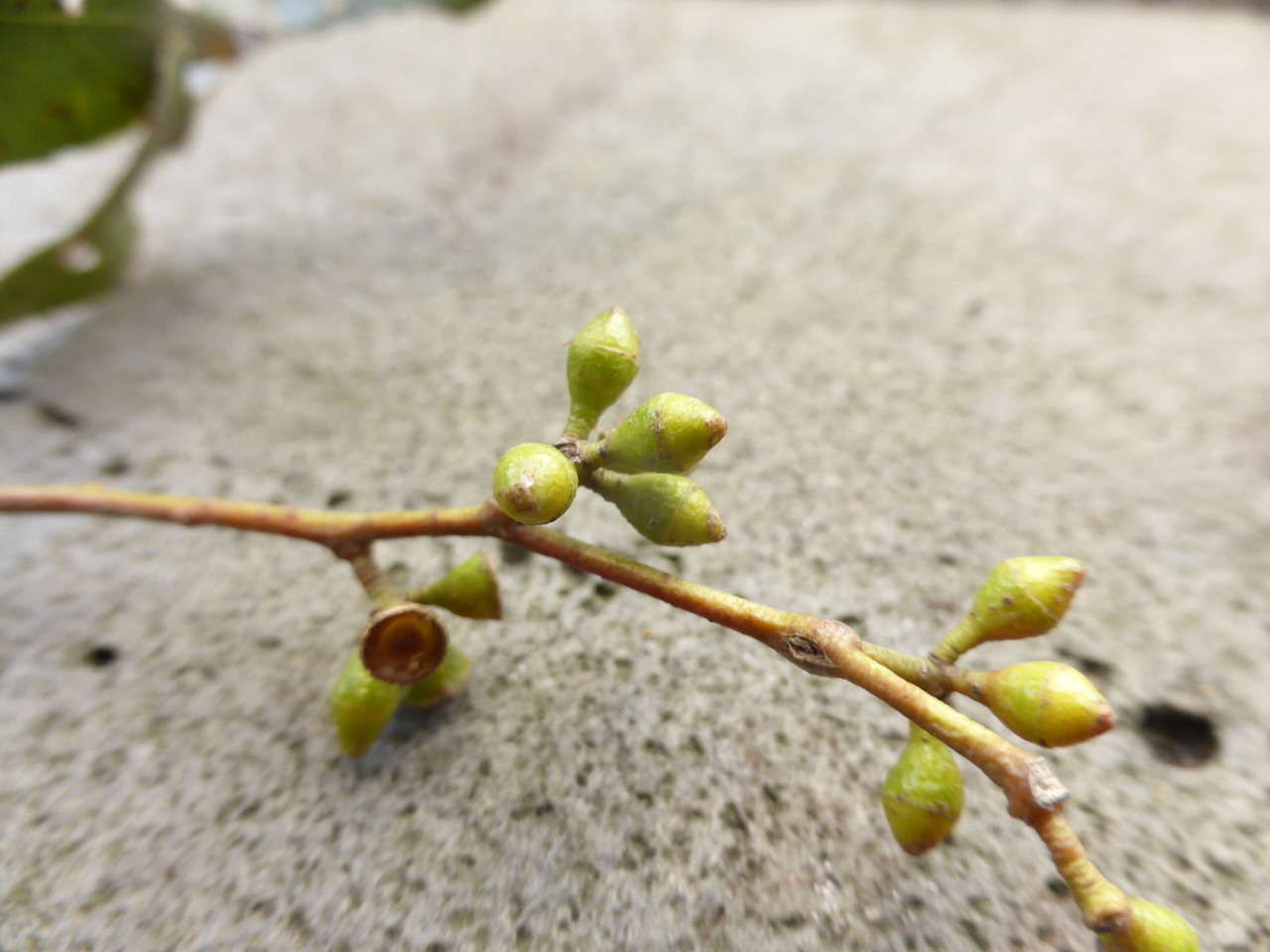
Цветки и бутоны
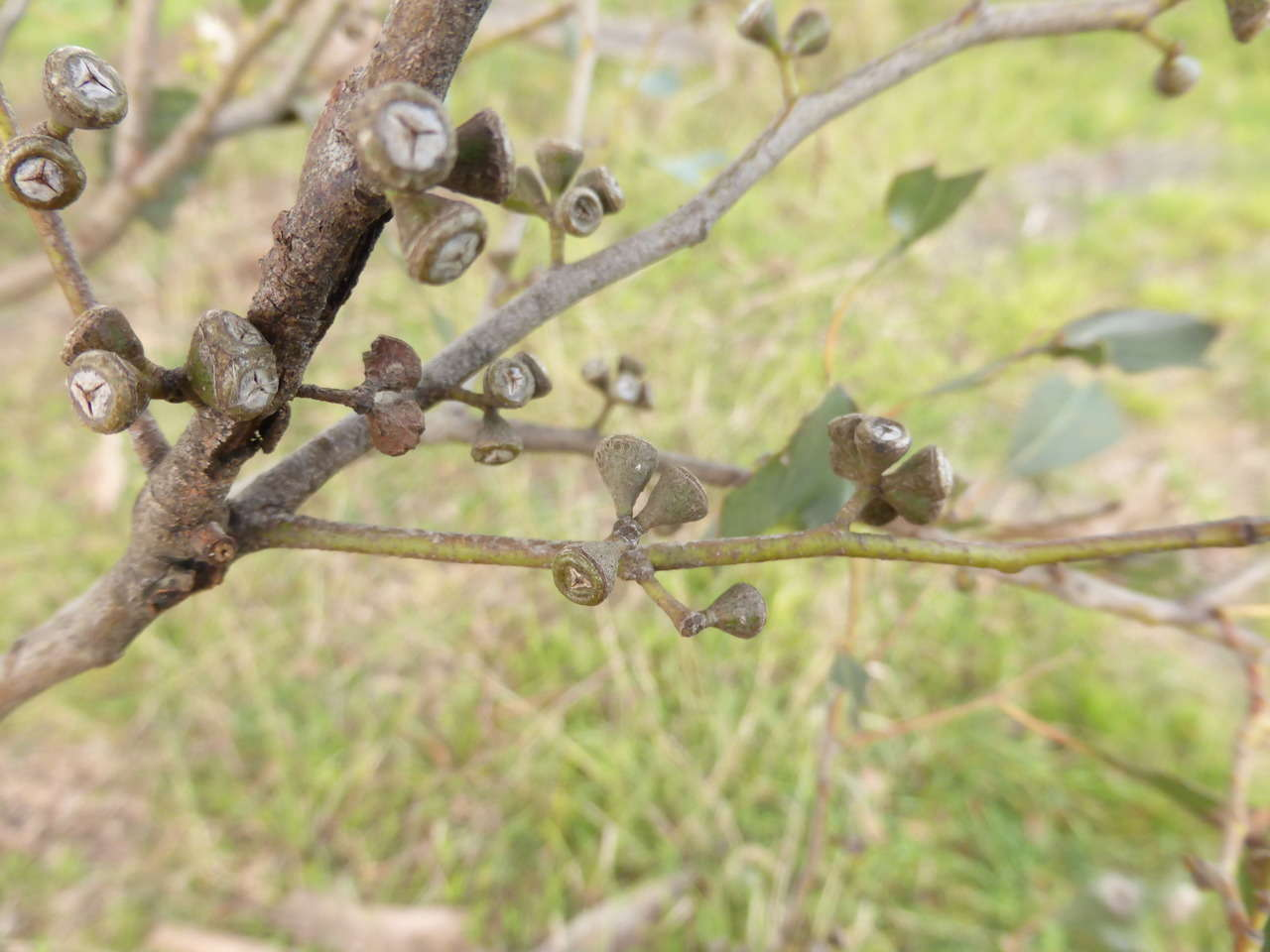
Плоды

## Таксономия
Впервые вид Eucalyptus yarraensis был официально описан в 1922 году Джозефом Мэйденом и Ричардом Кембиджем на основе материала, собранного Кембиджем в долине реки Ярра близ Хилсвила; описание было опубликовано в книге A Critical Revision of the Genus Eucalyptus. Видовой эпитет — по месту сбора типического образца у реки Ярра (англ. Yarra).

## Распространение и местообитание
E. yarraensis — эндемик штата Виктория в Австралии. Растёт в долинах и близлежащих склонах в открытых лесах, которые сейчас в основном расчищены под сельскохозяйственные угодья. Ареал расположен между Мельбурном, Дейлсфордом и Араратом.

## Охранный статус
Международный союз охраны природы классифицирует вид, как вымирающий.